# Mads Qvortrup
 Der er for få eller ingen kildehenvisninger i denne artikel, hvilket er et problem. Du kan hjælpe ved at angive troværdige kilder til de påstande, som fremføres i artiklen.

 Denne artikel bør gennemlæses af en person med fagkendskab for at sikre den faglige korrekthed.
    Se http://politiken.dk/kultur/tvogradio/ECE1285143/information-citerede-afdoede-kilder/

Mads Qvortrup (født 1967 på Fyn) er en kontroversiel danskfødt, britisk forfatter, journalist og samfundsforsker. og politolog. Han er bl.a i familie med Morten Nymand ,Henrik Qvortrup ,Thomas Qvortrup

## Karriere
- Udenrigspolitisk journalist på Information (1993-96).
- Informations London-korrespondent (1996-1997).
- Studerer teologi og statskundskab ved Brasenose College, University of Oxford.[1]
- Modtager DPhil(1999).
- Forskningschef ved IRI, en tænketank i Washington D.C. (1998-1999).
- Ansat på deltid som sekretær for Det Konservative Folkeparti (1999).
- Ansat som adjunkt ved Institut for Statskundskab, Aarhus Universitet (1999-2001).
- Projektmedarbejder i det britiske indenrigsministerium (2000-2003).
- Universitetslærer ved London School of Economics (2001-2004).
- Gæsteprofessor ved University of Sydney, Australien (2005)
- Ansat som forskningsprofessor i statskundskab ved Robert Gordon University (2004-2008).
- Seniorforsker ved University College, London (2008-2010).
- Rådgiver for det Amerikanske Udenrigsministerium i forbindelse med fredsforhandlinger i Sudan(2009)
- Senior Lecturer (Lektor) i International Politik og forskningschef ved UK Defence Academy(2010-)
- Analytiker for TV2 og TV2 News i London (2010-2011)